# La nipote Sabella
La nipote Sabella è un film del 1958 diretto da Giorgio Bianchi.
È il sequel del film La nonna Sabella girato l'anno precedente.

## Trama
Lucia e Raffaele, novelli sposi, partono in viaggio di nozze, e la nonna Sabella li accompagna. Emilio e Carmelina approfittano della sua assenza per dividere la casa della nonna e trovare la loro intimità, ma vengono sorpresi dal ritorno anticipato della nonna che viene a sapere di due americani interessati al terreno delle bollicine dove si crede ci sia il petrolio.
Cercando di non far sapere nulla a don Emilio, nonna Sabella cerca di far avere una figlia per prima a Raffaele e Lucia, poiché il possesso del terreno è vincolato dalla nascita di una figlia femmina. Per battere sul tempo i due giovani sposi, don Emilio e Carmelina adottano una bimba facendo credere che sia loro.

## Incassi
Incasso accertato a tutto il 31 marzo 1964 £ 206.809.119